# Timonius matangensis
Timonius matangensis är en måreväxtart som beskrevs av Theodoric Valeton. Timonius matangensis ingår i släktet Timonius och familjen måreväxter. Inga underarter finns listade i Catalogue of Life.